# Nòmada digital
Un nòmada digital és un professional que utilitza les noves tecnologies per a treballar i d'aquesta manera porta un estil de vida nòmada. Els nòmades digitals treballen de forma remota (des de casa, cafeteries, biblioteques públiques) en lloc de fer-ho en un entorn de treball estable.

## Descripció
El nomadisme digital és alhora un moviment i un procés socioeconòmic i laboral del segle xxi, àdhuc en la seva fase inicial, que suposa un fort alliberament del professional respecte a les seves barreres geogràfiques, rutines i horaris fixos. Sol també contribuir a la ruptura de les jerarquies i estructures laborals tradicionals.
La vida d'un nòmada digital és marcada per tenir un estil basat en gran manera per una llibertat geogràfica constant, ja que gràcies a treballar amb les noves tecnologies poden viure on vulguin. Encara que té aquesta possibilitat de viatjar, sempre l'acompanya el seu treball. Aquest estil de vida és més comú entre les noves generacions, ja que la principal motivació de ser un nòmada digital és la possibilitat de tenir més flexibilitat de vida i d'aquesta manera passar més temps en família, gaudir de viatges i ser l'amo del seu temps.
No obstant això, precisament aquesta independència geogràfica suposa per al nòmada digital una sèrie de nous reptes, com la falta de separació clara entre el temps de treball i el temps d'oci, la dificultat per mantenir una connexió fiable a Internet i la dificultat per mantenir contacte amb familiars i amics. Desplaçar-se per diferents països pot suposar, a més, adaptar-se a la legislació, zona horària i fins i tot a l'idioma de cada país, així com haver d'aconseguir visats de treball o mantenir un segur de salut d'àmbit internacional.

## Eines i espais de treball
Els nòmades digitals fan servir les noves tecnologies de comunicació, sobretot Internet i les aplicacions programades del seu treball, de les quals depèn per fer el seu treball i complir els seus objectius. Aquestes tecnologies són molt importants i els ordinadors de taula, portàtils, tauletes o telèfons intel·ligents són elements utilitzats cada dia en aquest estil de treball.
Habitualment treballes des d'espais de cotreball, cafeteries, llibreries o biblioteques públiques amb una bona connexió a internet.

## Tipus de nòmades i professions més comunes
Es poden classificar als nòmades digitals en tres tipus de perfils:
- empleat remot.

- freelancer.

- empresari.

Una persona es torna nòmada digitalment quan aconsegueix que la professió realitzada generi unes fonts d'ingressos que el permetin fer-ho des de qualsevol ubicació. Les activitats més comunes estan relacionades amb les noves tecnologies de la informació, el màrqueting digital, la producció i difusió de continguts digitals i també funcions de consultoria en diverses àrees, funcions comercials i de vendes. Sovint un nòmada digital treballa com a desenvolupador de programari, dissenyador web, expert en SEU, community manager, fotògraf, productor de vídeo, bloguer professional, consultor fiscal, advocat, entre moltes altres opcions.